# أليكس كروغر
أليكس كروغر (بالإنجليزية: Alex Kruger) هو منافس ألعاب قوى بريطاني، ولد في 18 نوفمبر 1963 في أورينغين في ألمانيا.

## وصلات خارجية
- أليكس كروغر على موقع الاتحاد الدولي لألعاب القوى (الإنجليزية)
- أليكس كروغر على موقع اللجنة الأولمبية الدولية (الإنجليزية)
- أليكس كروغر على موقع أوليمبيديا (الإنجليزية)
- أليكس كروغر على موقع اللجنة الأولمبية البريطانية (الإنجليزية)